# Rockwool
Rockwool A/S (do 12 kwietnia 2022 roku Rockwool International A/S) – duńska międzynarodowa grupa przemysłowa specjalizująca się w produkcji materiałów izolacyjnych na bazie wełny skalnej. Siedziba spółki znajduje się w Hedehusene, w pobliżu Kopenhagi. Grupa posiada ponad 40 zakładów produkcyjnych w ponad 30 krajach i działa w ponad 100 państwach na całym świecie.

## Historia
Firma została założona w 1909 roku przez Henrika Johana Henriksena i Valdemara Kählera w Korsør jako przedsiębiorstwo zajmujące się wydobyciem kruszyw i produkcją ceramiki budowlanej. W latach 30. XX wieku rozpoczęto produkcję wełny skalnej na licencji amerykańskiej. W 1937 roku zarejestrowano markę Rockwool, a w 1976 roku przyjęto nazwę spółki – Rockwool International A/S, która w 2022 uległa skróceniu do Rockwool A/S.
W 1996 roku przedsiębiorstwo zadebiutowało na giełdzie w Kopenhadze, stając się spółką publiczną. Rodzina Kählerów, współzałożyciele firmy, zachowała istotny udział kapitałowy za pośrednictwem fundacji Rockwool Foundation.
Główne notowania akcji klasy B (ticker: ROCKb; w kwietniu 2025 roku przeprowadzono split akcji 10:1) oraz akcji klasy A (ticker: ROCKa; split akcji 10:1 przeprowadzony w kwietniu 2025 roku) odbywają się na Giełdzie Papierów Wartościowych w Kopenhadze w walucie duńskiej korony (DKK).
Dodatkowo spółka jest notowana na London Stock Exchange: ticker 0M09 (Rockwool Class A) oraz ticker 0M0A (Rockwool Class B).

## Działalność
Spółka specjalizuje się w projektowaniu i produkcji izolacji z przetworzonej skały wulkanicznej, obejmujących m.in.:
- płyty i maty do izolacji cieplnej i akustycznej,
- panele elewacyjne do fasad wentylowanych,
- sufity akustyczne,
- podłoża ogrodnicze do upraw hydroponicznych,
- izolacje techniczne dla przemysłu i żeglugi[2].

Produkty firmy wykorzystywane są w budownictwie mieszkaniowym, przemysłowym i morskim, a ich zastosowanie przyczynia się do zwiększenia efektywności energetycznej, bezpieczeństwa pożarowego i komfortu akustycznego.
Około 79% przychodów generowanych jest z działalności związanej z izolacjami cieplnymi, akustycznymi i przeciwpożarowymi, zaś pozostałe 21% pochodzi z produktów i systemów takich jak panele fasadowe, sufity akustyczne, podłoża ogrodnicze oraz rozwiązania do zarządzania hałasem i wodą.

## Obecność na świecie
Rockwool posiada ponad 40 zakładów produkcyjnych w ponad 30 krajach, w tym w Danii, Niemczech, Polsce, Francji, Kanadzie, Chinach, Indiach, Rosji, Stanach Zjednoczonych oraz Szwajcarii. Największe przychody generowane są w Europie Zachodniej (ponad 56%), Europie Wschodniej i Rosji (19,5%) oraz Ameryce Północnej (19,1%).
Do 2017 roku przedsiębiorstwo prowadziło działalność w Stanach Zjednoczonych oraz Kanadzie pod marką Roxul. Z dniem 1 stycznia 2018 roku przyjęto nazwę Rockwool North America, co miało na celu ujednolicenie identyfikacji marki na rynku północnoamerykańskim.

## Obecność w Polsce
Rockwool rozpoczął działalność w Polsce w 1993 roku jako spółka Rockwool Polska Sp. z o.o. poprzez przejęcie państwowej wytwórni materiałów izolacyjnych w Cigacicach, w pobliżu Zielonej Góry, zatrudniając około 500 osób. Inwestycja ta należała do pierwszych przedsięwzięć kapitału zagranicznego w krajowym sektorze materiałów budowlanych po transformacji ustrojowej. W 1996 roku firma rozszerzyła swoją obecność, nabywając zakład produkcyjny w Małkini Górnej, co umożliwiło zwiększenie zasięgu dystrybucji wschodniej części kraju.
Obecnie przedsiębiorstwo posiada dwa zakłady produkcyjne na terenie Polski – w Cigacicach i Małkini Górnej – w których wytwarzane są między innymi izolacje z wełny skalnej, sufity akustyczne oraz podłoża ogrodnicze. Działalność przedsiębiorstwa wpisuje się w strategię zrównoważonego rozwoju grupy Rockwool, obejmującą aktywne inwestowanie w rozwiązania proekologiczne. Łączna wartość inwestycji przedsiębiorstwa w infrastrukturę i technologie środowiskowe w Polsce przekroczyła miliard złotych. Przedsiębiorstwo zatrudnia w Polsce ponad 1000 pracowników i posiada 7 linii produkcyjnych. Wytwarza 400 tysięcy ton produktów z wełny skalnej rocznie.
Zakład w Cigacicach rozwijany był poprzez stopniowe uruchamianie nowych linii produkcyjnych. W 2003 roku rozpoczęto tam produkcję sufitów akustycznych pod marką Rockfon. W kolejnych latach wdrożono linie Gjall (2006), Cito (2013), a także zautomatyzowaną linię CIG 12 (2016), co sukcesywnie zwiększało moce produkcyjne zakładu. W 2022 roku uruchomiono nowoczesną linię produkcyjną Omni.
W zakładzie w Małkini, oprócz materiałów izolacyjnych, od 2010 roku wytwarzane są również podłoża ogrodnicze Grodan. W 2008 roku przedsiębiorstwo otworzyło nową linię do produkcji skalnej wełny mineralnej, która podwoiła moce produkcyjne zakładu w Małkini. W 2012 roku uruchomiono produkcję płyt z wełny mineralnej, stanowiących główny element systemu ociepleń do izolacji stropów garaży. 
W 2011 roku Rockwool Polska Sp. z o.o. rozszerzyła zakres działalności, przejmując spółkę FAST SA – producenta systemów dociepleń i chemii budowlanej.

## Marki
Grupa działa pod markami specjalistycznymi:
- Rockwool – izolacje z wełny skalnej,
- Rockfon – sufity akustyczne,
- Grodan – ogrodnicze podłoża z wełny skalnej,
- Rockpanel – elewacyjne panele kompozytowe,
- Lapinus – mikrowłókna dla przemysłu[3].

## Fundacja Rockwool
W 1981 roku rodzina Kählerów utworzyła fundację Rockwool Foundation (Rockwool Fonden), prowadzącą badania z zakresu nauk społecznych i ekonomii. Fundacja jest głównym akcjonariuszem spółki – posiada ponad 14% akcji klasy B oraz ponad 33% akcji klasy A.

## Kierownictwo
Przewodniczącym rady dyrektorów (Chairman of the Board) jest Thomas Kähler, a funkcję prezesa (Chief Executive Officer) pełni Jes Munk Hansen. W skład wyższej kadry zarządczej wchodzą również: Kim Junge Andersen (dyrektor finansowy), Volker Christmann (Europa Środkowa), Rafael Rodriguez (Europa Południowo-Zachodnia), Henrik Frank Nielsen (Europa Północno-Wschodnia i Rosja).
Zarząd Rockwool Polska Sp. z o.o. tworzą:
- Andrzej Tomasz Kielar – prezes zarządu,
- Mariusz Kiełbasa – wiceprezes zarządu,
- Robert Jan Wałecki – członek zarządu,
- Tomasz Aramowicz – członek zarządu.

## Inicjatywy środowiskowe i zrównoważony rozwój
Grupa Rockwool deklaruje, że jej działalność ma bilans ujemny pod względem emisji dwutlenku węgla – oznacza to, że produkty izolacyjne firmy w trakcie użytkowania pozwalają uniknąć większej emisji CO₂, niż ta powstała podczas ich produkcji. Według analiz spółki, zastosowanie ich materiałów może ograniczyć zużycie energii oraz emisje nawet stukrotnie względem energii zużytej przy ich wytworzeniu.
Firma przystąpiła do międzynarodowej inicjatywy Science Based Targets i zobowiązała się do redukcji całkowitej emisji gazów cieplarnianych o 33% do 2034 roku względem poziomu z 2019 roku. Obejmuje to m.in. 38% redukcję emisji bezpośrednich z fabryk oraz 20% redukcję emisji pośrednich z łańcucha dostaw i użytkowania produktów.
W zakresie dekarbonizacji produkcji Rockwool wdraża rozwiązania takie jak piece elektryczne do wytopu bazaltu, które ograniczają emisję CO₂ nawet o 80% w porównaniu do tradycyjnych pieców opalanych paliwami kopalnymi. W Danii zakłady produkcyjne przeszły w 2020 roku z węgla na gaz ziemny, a w 2021 roku – na biogaz, co pozwoliło zmniejszyć emisje CO₂ o 70%.

## Technologie i innowacje
Rockwool od dekad inwestuje w rozwój technologii związanych z produkcją wełny skalnej. Już w latach 50. XX wieku firma zastąpiła pierwotną metodę dmuchania parowego technologią rozwłókniania wirówkami, co znacząco poprawiło jakość i jednorodność produktów izolacyjnych.
W kolejnych dekadach spółka opracowała i wdrożyła tzw. bio-soluble fibres – włókna odporne na wysoką temperaturę, które są jednocześnie bezpieczniejsze dla zdrowia i środowiska. Technologia formowania wyrobów również została znacznie rozwinięta – od prostych mat i luźnej wełny do wyspecjalizowanych płyt, otulin i granulatu.
Firma projektuje i buduje własne piece do topienia bazaltu oraz systemy rozwłókniania. Obecnie wdraża tzw. „fuel-flexible melters” – paleniska przystosowane do zasilania gazem ziemnym, biogazem, a w przyszłości wodorem.

## Nagrody i wyróżnienia[15]
- Budowlana Marka Roku 2003, 2005, 2007-2009, 2011-2012,
- Herkules 2012
- Firma Dobrze Widziana 2012
- Filar Polskiej Gospodarki 2011
- Laur Konsumenta 2010
- Nagroda Ministra Rolnictwa i Rozwoju Wsi 2009
- The Green Apple Award 2008
- Lubuski Laur Oświaty 2006
- Lider Polskiej Ekologii 2003, 2001
- Porządany Pracodawca 2012
- Nagroda PCBiC
- Konsumencki Lider Jakości 2012